# Chrysina purulhensis
Chrysina purulhensis är en skalbaggsart som beskrevs av Robert Warner och Monzon 1993. Chrysina purulhensis ingår i släktet Chrysina och familjen Rutelidae. Inga underarter finns listade i Catalogue of Life.